# Ursula Benser
Ursula Benser, nascida Ursula Maria Luise Heuser (Düsseldorf, 1 de agosto de 1915 — Domburg, 2 de março de 2001) foi uma pintora e desenhista de arte moderna alemã. Ela trabalhou com pastéis, aguarela e guache, em papel ou tela.
Ela nasceu no dia 1 de agosto de 1915, em Düsseldorf, Alemanha, filha de Mira (nascida Sohn-Rethel) e do pintor Werner Heuser. O seu irmão era Klaus Heinrich Heuser (1909–1994), o seu avô materno era Karl Rudolf Sohn e o seu bisavô materno era Karl Ferdinand Sohn.